# Paul Rue
Pour les articles homonymes, voir Rue (homonymie).
Paul Rue, né à Châteauroux le 8 octobre 1866, 149 rue Grande, et mort au Poinçonnet le 26 mai 1954, est un peintre paysagiste français.
Il est le demi-frère du poète Gabriel Nigond.

## Biographie
D'une très ancienne famille de Châteauroux, Paul Théodore Rue est le petit-fils d'un notaire et ancien maire de Châteauroux (de 1865 à 1870), Paul-Joseph Rue. Il perd son père un an après sa naissance et sa mère, Françoise Suzanne Duquesnoy, se remarie, dix ans plus tard, avec Charles Nigond, ingénieur des ponts et chaussées, bientôt directeur des chemins de fer de la Compagnie d'Orléans :  elle en aura deux enfants, le futur poète patoisant Gabriel Nigond (né en 1877) et Suzanne, qui épousera l'avocat Lionel Nastorg. Paul Rue aura toujours beaucoup d'affection pour son jeune demi-frère, dont il illustrera les Contes de la Limousine avec Fernand Maillaud dans l'édition de 1932.
Bachelier ès lettres au lycée de Châteauroux, il mène une existence de propriétaire terrien à Tendu et Saint-Martin-de-Lamps ; ce n'est qu'en 1906, encouragé par son entourage, qu'il se tourne vers la peinture.
Gabriel Nigond, alors domicilié aux Épingués (commune de Verneuil-sur-Igneraie, Indre), y introduit son demi-frère dans la communauté d'artistes régionalistes qui s'y est formée vers 1902. On y retrouve des hommes de lettres, tels l'abbé Jacob (Hector de Corlay), ou Lionel Nastorg, mais aussi des peintres, comme Henry Coutant et Fernand Maillaud. Selon Raymond Christoflour dans Maillaud, peintre de la vie, la rencontre de Paul Rue avec ce dernier sera déterminante dans sa formation d'artiste peintre.
En 1908, il envoie six toiles au Salon des indépendants, et devient membre de la Société des artistes français en 1913, alors que deux de ses toiles figurent pour la première fois au Salon, Le chemin du moulin à Anzême (Creuse)  et Sur le haut des côtes à Anzême. Il y obtiendra une mention en 1916. Il exposera également au Salon d'Hiver et surtout dans des manifestations régionales (en 1919, 1920, 1922, 1924, 1925, 1929, 1934 (90 toiles), 1937 à Châteauroux, souvent au foyer du Théâtre municipal, en 1924 à Tours, en 1929 à Issoudun).
Malgré son âge, il participe à la guerre de 1914-1918 comme engagé volontaire.
Il sera vice-président de l'Académie du Centre et de la commission d'admission au Musée Bertrand de Châteauroux.
En 1948 on célèbre en son honneur son "jubilé artistique" et c'est comme "artiste peintre paysagiste" qu'il reçoit en 1953 la croix de chevalier de la Légion d'honneur. La même année il expose 74 de ses œuvres à Châteauroux.
Maire pendant seize ans de la commune de Saint-Martin-de-Lamps, c'est pour autant aux Divers, commune du Poinçonnet, propriété acquise en 1921, qu'il termine sa vie. Sa sépulture se trouve au cimetière Saint-Denis de Châteauroux.

## Indications sur l'œuvre
Si l'artiste ne quittera guère le département de l'Indre -  " ce pays plus mélancolique que grandiose" -, entre ses frontières il s'avère être un paysagiste nomade : la vallée de la Creuse, les alentours du Poinçonnet, mais surtout la Brenne sont ses lieux d'inspiration privilégiée. Au sujet de cette dernière, dans une lettre autographe, il se dit séduit par son caractère étrange et prenant. La Brenne et ses étangs sont aussi propices à l'expression de ses émotions, dans un registre plus directement poétique, empreint de douceur et de sérénité.
Dans une causerie sur les peintres du Berry, il écrit d'ailleurs : "...la douce lumière un peu grise qui enveloppe partout nos campagnes donne à ses ciels une finesse incomparable (...). Les motifs n'y manquent pas. C'est la Creuse qui s'évade péniblement de ses gorges de la Marche et dont la vallée d'un bout à l'autre offre aux yeux des paysages tout faits ; ce sont les traines ombreuses et les coins charmants de notre Vallée Noire, ainsi nommée parce qu'elle est bleue ; les plaines de Champagne, aussi richement colorées au printemps qu'harmonieuses au temps des labours d'automne ; nos forêts diverses ; enfin cette Brenne étrange et mystérieuse avec ses innombrables miroirs d'eau où se reflètent des ciels merveilleux."  
Attaché à exprimer les infimes nuances de cette lumière des paysages de l'Indre, ses principaux thèmes sont automnaux, hivernaux, en majeure partie illustrés par des couchers de soleils, des crépuscules et de la brume. Si, au début, il use d'une palette aux tons retenus, avec le temps celle-ci s'éclaircit et devient plus lumineuse. L'arbre est aussi un point majeur de son travail, tenant toujours une place importante dans la structure du paysage. Pour ce faire, la pratique de l'étude d'arbre lui était journalière.
Son œuvre de paysagiste s'inspire aussi de son expérience de grand chasseur parcourant inlassablement la campagne. Il se plait d'ailleurs à évoquer régulièrement des scènes de chasse.
On ne s'étonnera pas qu'il n'ait eu que mépris pour la peinture moderne de son temps, celle des fauves et des cubistes.
S'il en exécutera quelques illustrations, une série de ses toiles est plus directement inspirée des Contes de la Limousine de son demi-frère Gabriel Nigond : La Lisette, Le Facteur, Tout dret, Le Moulin mort.

## Œuvre dans les collections publiques
- Le Poinçonnet, Mairie : Le Chemin Jarriot (1930-1950), huile sur toile - Le Lavoir, huile sur toile.
- La Châtre, Musée George Sand et de la Vallée Noire : Aïe Don't Ouë (1927), huile sur toile, 63 × 53 cm
- Châteauroux, Préfecture de l'Indre : une série de tableaux de 1924 fut exposée dans la salle du Conseil Général. La résidence préfectorale en présente plusieurs aujourd'hui.
- Musée Hôtel Bertrand : vingt-trois œuvres y sont en conservation, non-titrées, de formats divers.

### En tant qu'illustrateur
- Émile Barbillat et Louis-Laurian Touraine, Chansons populaires dans le Bas-Berry, éditions du Gargaillou, 1931
- Hilaire De Vesvre, La lignée des Rongefer, Maintenance régionaliste du Centre, 1948
- Gabriel Nigond, La Sève et l'Écorce : derniers contes de la Limousine, H. Gaignault éditeur, 1932
- Gabriel Nigond, Choix de contes de la Limousine, Maintenance du Berry (Verneuil), Crépin-Leblond, Moulins, 1947
- Émile Quillon, L'Pêcheu' d'sangsues, C.Bosse, 1929